# Michel Bernard (artiste)
 (juillet 2025).
La mise en forme du texte ne suit pas les recommandations de Wikipédia : il faut le « wikifier ».
Les points d'amélioration suivants sont les cas les plus fréquents :
- Les titres sont pré-formatés par le logiciel. Ils ne sont ni en capitales, ni en gras.
- Le texte ne doit pas être écrit en capitales (les noms de famille non plus), ni en gras, ni en italique, ni en « petit »…
- Le gras n'est utilisé que pour surligner le titre de l'article dans l'introduction, une seule fois.
- L'italique est rarement utilisé : mots en langue étrangère, titres d'œuvres, noms de bateaux, etc.
- Les citations ne sont pas en italique mais en corps de texte normal. Elles sont entourées par des guillemets français : « et ».
- Les listes à puces sont à éviter, des paragraphes rédigés étant largement préférés. Les tableaux sont à réserver à la présentation de données structurées (résultats, etc.).
- Les appels de note de bas de page (petits chiffres en exposant, introduits par l'outil «  Source ») sont à placer entre la fin de phrase et le point final[comme ça].
- Les liens internes (vers d'autres articles de Wikipédia) sont à choisir avec parcimonie. Créez des liens vers des articles approfondissant le sujet. Les termes génériques sans rapport avec le sujet sont à éviter, ainsi que les répétitions de liens vers un même terme.
- Les liens externes sont à placer uniquement dans une section « Liens externes », à la fin de l'article. Ces liens sont à choisir avec parcimonie suivant les règles définies. Si un lien sert de source à l'article, son insertion dans le texte est à faire par les notes de bas de page.
- La présentation des références doit suivre les conventions bibliographiques. Il est recommandé d'utiliser les modèles {{Ouvrage}}, {{Chapitre}}, {{Article}}, {{Lien web}} et/ou {{Bibliographie}}. Le mode d'édition visuel peut mettre en forme automatiquement les références.
- Insérer une infobox (cadre d'informations à droite) n'est pas obligatoire pour parachever la mise en page.

Pour une aide détaillée, merci de consulter Aide:Wikification.
Si vous pensez que ces points ont été résolus, vous pouvez retirer ce bandeau et améliorer la mise en forme d'un autre article.
Pour les articles homonymes, voir Michel Bernard et Bernard.
Michel Bernard, né le 22 janvier 1931 à Paris 16e où il est mort le 21 décembre 2022, est un dessinateur, aquarelliste et peintre autodidacte figuratif français, nommé peintre officiel de la Marine en 1987.

## Biographie
Peintre autodidacte né en 1931, Michel Bernard se forme en 1950 dans l'atelier de l'artiste Jean Rigaud, peintre officiel de la Marine qui, après-guerre, travailla aux côtés de Rose Valland à l'identification et la récupération d'œuvres d'art spoliées en Allemagne. Michel Bernard fait alors plusieurs séjour artistiques en Bretagne, en Provence, sur les îles Chaussey et à Venise où il se rend régulièrement jusque dans les années 1990, et travaille avec le peintre Jean Commère. Il reçoit la médaille de bronze au Salon de la Marine de 1986.
En 1987, Michel Bernard est nommé peintre officiel de la Marine, et embarque alors sur plusieurs navires militaires, français et américains, en partance pour la Méditerranée, le golfe de Guinée, la mer du Nord, la mer de Chine, l'Amérique latine, ou encore le golfe Persique, couvrant notamment la première guerre du Golfe. Par décret du ministre de La Défense, il est titulaire en 1995 du grade de peintre officiel des Armées pour la section Marine : Michel Bernard devient ainsi le 219e peintre officiel de la Marine (POM) depuis la création en 1830.
Michel Bernard organise, en 1994, pour le musée national de la Marine de Toulon une exposition du peintre Eugène-Louis Gillot (1867-1925).
A partir des années 2000, il travaille aux côtés d'un ami chirurgien bénévole à l'hôpital régional de Tambacounda (Sénégal), réalisant durant cette période de nombreux portraits, nus et scènes quotidiennes africains, parrainant certains de ses modèles.
En 2017, il participe à une résidence artistique à Plieux en Lomagne avec neuf autres peintres de la Marine.
Vice-président de L'Association des peintres officiels de la Marine, Michel Bernard meurt à son domicile parisien à la fin de l'année 2022.

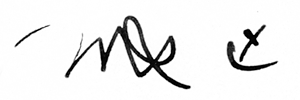
Signature de Michel Bernard (1931-2022)

## Expositions (non exhaustif)
- Galerie du Vert Galant, Paris (52 quai des Orfèvres, Ier), Michel Bernard, 26 - 30 septembre 2017[11]
- Galerie du Pont-Neuf, Paris, Michel Bernard, 17 février - 8 mars 2015
- Galerie 26, Paris (26 Place des Vosges), Michel Bernard : peintre officiel de la Marine, 8 mars - 8 avril 2013
- Galerie du Pont-Neuf, Paris (66 quai des Orfèvres, Ier), Michel Bernard, 7 - 20 février 2012[12]
- Atelier Gustave, Paris, Michel Bernard : œuvres sur papier, 16 - 29 novembre 2004
- Ecole Navale, Lanvéoc, Les peintres officiels de la Marine : Michel Bernard, Pierre Courtois et Christoff Debusschere, 4 - 6 mars 2003
- Assemblée nationale, Paris (VIIe), Les peintres de la Marine font escale à l'Assemblée nationale, 26 septembre - 12 octobre 2001
- Atelier Gustave, Paris (36 rue Boissonade, XIVe), Michel Bernard : œuvres sur papier, 14 - 27 novembre 2000
- Espace Athanor, Guérande (avenue Anne de Bretagne), Michel Bernard, 19 avril - 11 mai 1997
- Galerie des Orfèvres, Paris, Michel Bernard, 20 février - 9 mars 1996
- Galerie des Orfèvres, Paris, Michel Bernard, 16 février - 5 mars 1994
- Musée national de la Marine, Toulon, Michel Bernard : peintre officiel de la Marine, 18 février - 14 mars 1993
- Galerie des Orfèvres, Paris, Michel Bernard, 11 - 29 février 1992
- Mémorial de Caen, Caen, Les Normands et la mer : exposition des peintres officiels de la Marine, 12 octobre - 12 novembre 1991
- Galerie des Orfèvres, Paris, Michel Bernard, 13 février - 3 mars 1990
- Galerie des Orfèvres, Paris (23 Place Dauphine, Ier), Michel Bernard : aquarelles, dessins, 9 - 27 février 1988
- Galerie Yves Brun, Paris (7 rue Budé, XIVe), Michel Bernard, 1- 26 juin 1976

## Archives
- Reproductions de dessins de Michel Bernard, archives de l'ECPAD - ministère des Armées (notice en ligne)